# Camassia
Genre
Classification phylogénétique
Camassia est un genre de six espèces de plantes herbacées à bulbe, originaires principalement de l'Ouest de l'Amérique du nord, du Sud de la Colombie-Britannique au Nord de la Californie. À l'Est, il atteint l'Utah, le Wyoming et le Montana. Anciennement placé dans les Liliaceae ou dans les Hyacinthaceae, il a été attribué à la famille des Agavaceae à la suite d'études génétiques et biochimiques.
Les différentes espèces sont appelées Camas, Quamash, Indian hyacinth, ou Wild hyacinth aux États-Unis.

## Liste des espèces
- Camassia angusta
- Camassia cusickii S.Watson, 1888.
- Camassia howellii S.Watson, 1890.
- Camassia leichtlinii S.Watson, 1885.
- Camassia quamash (Pursh) Greene, 1894 - quamash
- Camassia scilloides (Raf.) Cory, 1936

## Culture et utilisation
Usage ornemental
C'est une plante à bulbe de culture facile au jardin. Elles demande un sol riche en humus.
Usage alimentaire
Les bulbes de quamash, ou camas, faisaient partie de l'alimentation traditionnelle des tribus indiennes. Consommés grillés ou bouillies, leur goût ressemble à celui de la patate douce. Ces bulbes ont même contribué à la survie des membres de l'expédition de Lewis et Clark (1804-1806).
Bien que les immenses étendues de prairies à camas aient été réduites par le développement de l'agriculture moderne, il reste de nombreuses zones de prairies et de marais à camas dans l'Ouest américain.
Avertissement: ces bulbes peuvent être confondus avec ceux d'une autre espèce à fleurs blanches, très toxique : Toxicoscordion venenosum, aussi appelée Mort de camas.